# Mohammed Timoumi
Mohammed Timoumi (arab. ‏محمد تيمومي‎) (ur. 15 stycznia 1960 w Rabacie) – marokański piłkarz grający na pozycji pomocnika.

## Kariera klubowa
Mohammed Timoumi karierę piłkarską rozpoczął w 1978 roku w klubie Union de Touarga i grał w nim przez sześć lat. W 1984 przeszedł do FAR Rabat. Z klubem z Rabatu zdobył Puchar Maroka 1985 i 1986 oraz Afrykańską Ligę Mistrzów 1985. Dobra gra zaowocowała transferem do Realu Murcia. Następnie przeszedł do belgijskiego KSC Lokeren. W belgijskim klubie grał przez dwa lata, po czym przeszedł do Olympique Khouribga. Następnie grał w omańskim Suwaiq Club, Olympique Casablanca i FAR Rabat, w którym w 1995 zakończył karierę.

## Kariera reprezentacyjna
W reprezentacji Maroka Mohammed Timoumi zadebiutował 21 września 1979 roku w zremisowanym 1:1 meczu z Grecją. W 1980 uczestniczył w Pucharze Narodów Afryki 1980 i w przegranych eliminacjach do Mistrzostw Świata 1982. W 1984 uczestniczył w Igrzyskach Olimpijskich w Los Angeles. W 1985 uczestniczył w wygranych eliminacjach do Mistrzostw Świata 1986.
W 1986 roku uczestniczył w Mistrzostwach Świata 1986.
Na Mundialu w Meksyku Timoumi był podstawowym zawodnikiem i wystąpił we wszystkich czterech meczach Maroka z reprezentacją Polski, reprezentacją Anglii, reprezentacją Portugalii oraz reprezentacją RFN. W 1988 brał udział w Pucharze Narodów Afryki 1988. 1989 uczestniczył w przegranych eliminacjach do Mistrzostw Świata 1990. W kadrze narodowej rozegrał 67 meczów i strzelił 10 goli.

## Wyróżnienia
Mohammed Timoumi dostał nagrodę dla Najlepszego piłkarza Afryki 1985 roku.
W 2006 został wybrany przez CAF do grona 200 najlepszych piłkarzy Afryki ostatnich 50 lat.